# Indice de masă corporală

Un grafic al indicelui masei corporale. Liniile punctate sunt sub-categorii ale categoriilor principale. Spre exemplu, categoria “sub-ponderal” este împărțită în sub-categoriile “acut,” “moderat,” și “obișnuit”.
Pe baza datelor World Health Organization aici.

Indicele de masă corporală (IMC) (în engleză body mass index, sau BMI) este un indicator statistic al masei unei persoane raportată la înălțimea persoanei respective. Prin urmare, este util numai pentru măsurarea unei populații și nu este folosită pentru a pune diagnosticul asupra unei singure persoane. A fost inventat între anii 1830 și 1850 ce către belgianul Adolphe Quetelet în timpul dezvoltării "fizicii sociale".
O metodă foarte bună pentru verificarea stării de sănătate este evaluarea periodică a indicelul de masă  corporală (IMC).
IMC este o măsură care poate indica dacă o persoană are o greutate sanatoasă pentru înălțimea sa. Practic nu contează neapărat forma corpului deoarece greutatea optimă este calculată pentru o înălțime în mod particular.
Indicele tău de masă corporală este un indicator crucial al stării generale de sănătate. Cunoașterea valorii IMC te poate ajuta să identifici riscurile potențiale de sănătate asociate cu greutatea corporală și să iei măsuri pro-active pentru a menține sau atinge o greutate sănătoasă.
Deși e folositor pentru majoritatea oamenilor, IMC nu funcționează pentru toată lumea. NU se potrivește copiilor sau oamenilor în vârstă. De asemenea nu e relevant dacă aveți mulți mușchi din cauza că faceți mult sport. Mușchii cântăresc mai mult în comparație cu depozitele de grăsime, deci IMC va fi mai mare în cazul unui corp atletic. De exemplu jucătorii de rugby au un IMC care indică stare de obezitate, chiar dacă nu au grăsime corporală în exces.
IMC sub 18,5
Risc pentru sănătate: ridicat
Această valoare indică riscuri pentru sănătatea ta, este mult prea mică pentru o sănătate optimă.
IMC 18,5-24,9
Risc pentru sănătate: minim/scăzut
IMC 25-29,9
Risc pentru sănătate: scăzut/moderat
IMC 30-34,9
Risc pentru sănătate: moderat/ridicat
Acesta e un semn de avertisment: schimbă-ți dieta acum! 
IMC peste 35
Risc pentru sănătate: ridicat
Greutatea iți afectează în mod radical sănătatea.
Scapă de surplusul de greutate!
Formula:
Greutatea(kg)/[înălțimea(m)]2
Indicele de masă corporală este definit ca raportul dintre masa corporală, exprimată în kilograme, împărțită la pătratul înălțimii, exprimată în metri. Formula are ca rezultat un cantitate exprimată în kg/m2.
| {\displaystyle \mathrm {BMI} ={\frac {{\mathit {greutate}}\ \mathrm {(kg)} }{{\mathit {inaltime}}^{2}(\mathrm {m} )}}} |

IMC se poate determina folosindu-se graficul BMI, care are pe orizontală greutatea (axa orizontală) și înălțimea (pe axa verticală), folosindu-se liniile de contur pentru diferite categorii de valori pentru valoarea indexului IMC.